# Saussure (cràter)

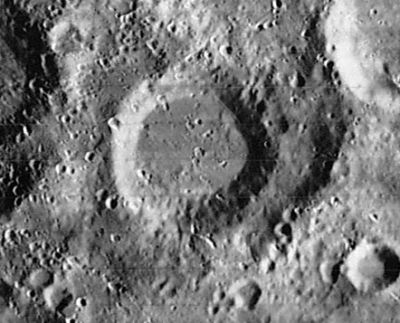
Fotografia de la missió Lunar Orbiter 4

Saussure és un cràter d'impacte lunar. Es troba en el terreny cobert de cràters de l'hemisferi sud de la cara visible de la Lluna. Just al nord i gairebé unit a la vora es troba el cràter més gran Orontius. Al voltant de mig diàmetre cap a l'oest es localitza el cràter lleugerament més gran Pictet. Just a l'est apareix una cresta corba en la superfície, possiblement les restes d'un cràter que ha estat gairebé completament superposat per Saussure.

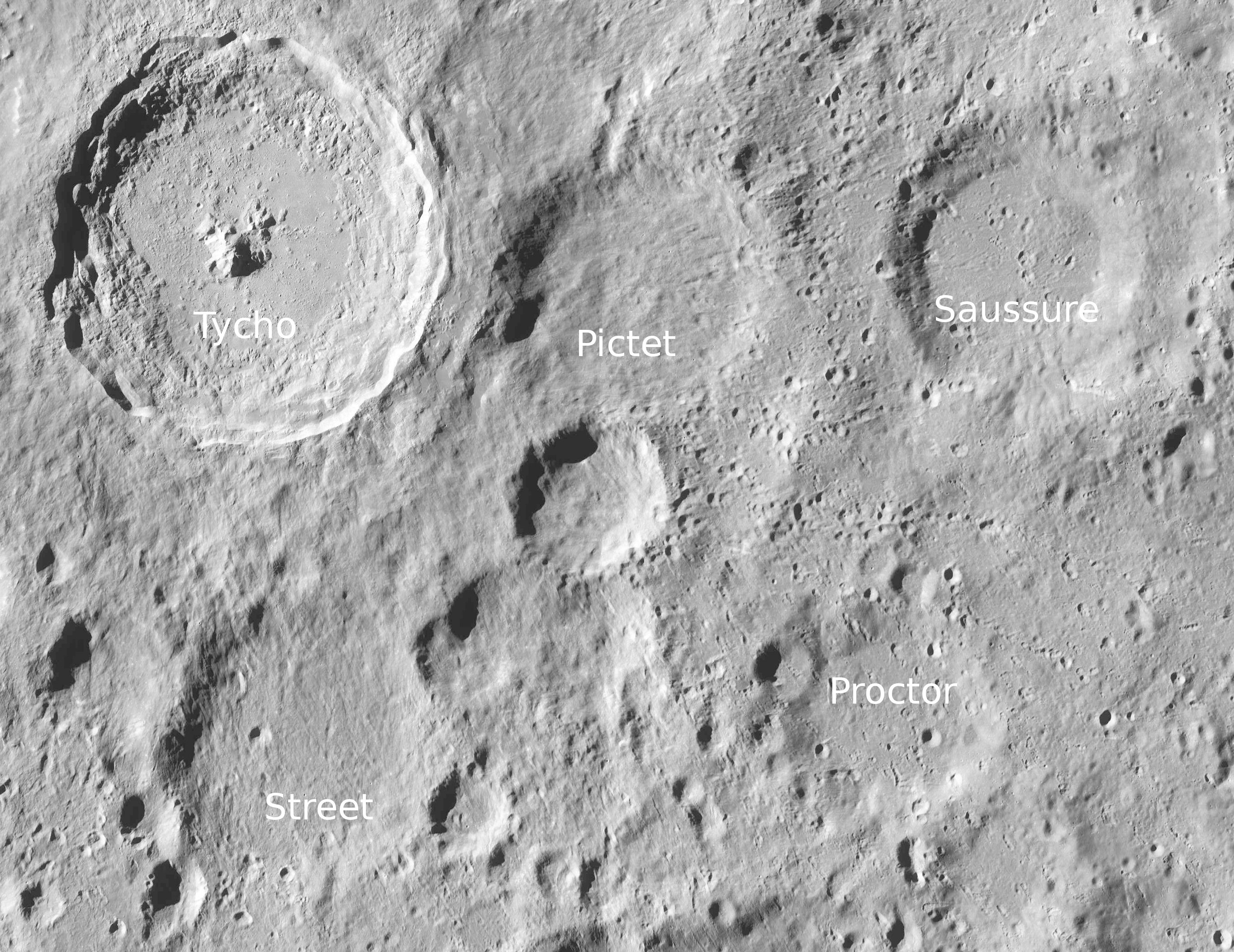
Entorn de Saussure (situat en la cantonada superior dreta de la imatge). Fotografia de la missió Lunar Reconnaissance Orbiter

La vora exterior de Saussure, encara que desgastada, es conserva relativament intacta, amb sols el sector meridional interromput. Un petit impacte travessa la vora nord-est, i un altre parell de cràters la vora occidental. Les parets internes en general manquen de trets distintius, i s'inclinen suaument cap al sòl interior generalment anivellat i marcat sol per uns diminuts cràters.
Horace-Bénédict de Saussure va ser professor, i més tard col·lega i amic de Marc-Auguste Pictet.

## Cràters satèl·lit
Per convenció aquests elements són identificats en els mapes lunars posant la lletra en el costat del punt central del cràter que està més proper a Saussure.
|          | \| Saussure \| Coordenades \| Diàmetre \| \| -------- \| ---------------------------------- \| -------- \| \| A \| 43° 48′ S, 0° 30′ O / 43.8°S,0.5°O \| 19 km \| \| B \| 42° 12′ S, 3° 54′ O / 42.2°S,3.9°O \| 5 km \| \| C \| 44° 48′ S, 0° 36′ O / 44.8°S,0.6°O \| 16 km \| \| Ca \| 45° 12′ S, 0° 30′ O / 45.2°S,0.5°O \| 16 km \| \| D \| 46° 54′ S, 0° 12′ E / 46.9°S,0.2°E \| 20 km \| \| E \| 44° 42′ S, 2° 06′ O / 44.7°S,2.1°O \| 12 km \| \| F \| 44° 18′ S, 4° 36′ O / 44.3°S,4.6°O \| 4 km \| |          |
| Saussure | Coordenades | Diàmetre |
| A        | 43° 48′ S, 0° 30′ O / 43.8°S,0.5°O | 19 km    |
| B        | 42° 12′ S, 3° 54′ O / 42.2°S,3.9°O | 5 km     |
| C        | 44° 48′ S, 0° 36′ O / 44.8°S,0.6°O | 16 km    |
| Ca       | 45° 12′ S, 0° 30′ O / 45.2°S,0.5°O | 16 km    |
| D        | 46° 54′ S, 0° 12′ E / 46.9°S,0.2°E | 20 km    |
| E        | 44° 42′ S, 2° 06′ O / 44.7°S,2.1°O | 12 km    |
| F        | 44° 18′ S, 4° 36′ O / 44.3°S,4.6°O | 4 km     |